# Centro italiano femminile
Il Centro italiano femminile (CIF) è un'associazione femminista di promozione politica, sociale e culturale, senza fini di lucro.
L'associazione pubblica il mensile Cronache e opinioni.

## Storia
Fu fondato nell'ottobre del 1944 a Roma  dall'Azione Cattolica e sostenuto dal Vaticano con l’approvazione di Papa Pio XII nel dicembre del 1945.
L'associazione, oltre all'impegno civile e sociale, dalla sua istituzione opera nel campo della cultura, dell'educazione e della formazione femminile. I primi anni di vita furono dedicati all'organizzazione interna (articolata sino agli anni Settanta a livello nazionale, provinciale e comunale) e alla promozione di iniziative di solidarietà e assistenza rivolte agli ex-deportati nei campi di sterminio ai reduci di guerra e all'infanzia. La prima presidente a livello nazionale fu Maria Federici, fino al 1950, che commentò così la lotta per il diritto di voto, a ridosso delle elezioni politiche in Italia del 1946: «Quando nei prossimi anni sarà entrato nel novero delle cose "normali" […] ripensando alla fatica che si è fatta […] ci verrà da ridere».
Il CIF contribuì alla formazione culturale e politica delle donne cattoliche sostenendo la Democrazia Cristiana.
Sotto la presidenza di Amalia Spingardi Valmarana negli anni '50 il Centro Italiano Femminile estese la sua presenza all'intero paese.
Il 3 dicembre 1994 in occasione del cinquantesimo anniversario della fondazione, l'associazione fu accolta in udienza da Papa Giovanni Paolo II.
Nel 2002 il Centro Italiano Femminile viene inserito dal Ministero dell’Istruzione, dell’Università e della ricerca scientifica nell’elenco definitivo dei soggetti accreditati per lo svolgimento di attività di formazione per insegnanti ed educatori. Nel 2004 è stato riconosciuto tra le associazioni di promozione sociale. Il 1º aprile 2019 è stato nominato consulente ecclesiastico il cardinale Edoardo Menichelli.
Il CIF opera nel 2025 su tutto il territorio nazionale.

## Cronotassi dei presidenti
- Maria Federici (1944 - 1950)
- Amalia Spingardi Valmarana[15] (1950 - 1966)[16]
- Alda Miceli (1966 - 1980)
- Maria Chiaia[17] (1989 - 1998)
- Maria Pia Campanile Savatteri[18] (2010 - 2019)
- Renata Natili Micheli[19] (2019 - 2025)